# Zielona bila

Zielona bila – w snookerze jedna z kolorowych bil, zaliczana do tzw. niższych kolorów. Znajduje się ona po lewej stronie pola D (patrząc z perspektywy rozbijającego zawodnika). Warta jest 3 punkty  i jest wbijana jako druga z kolorowych bil po pozbyciu się ze stołu wszystkich bil czerwonych.

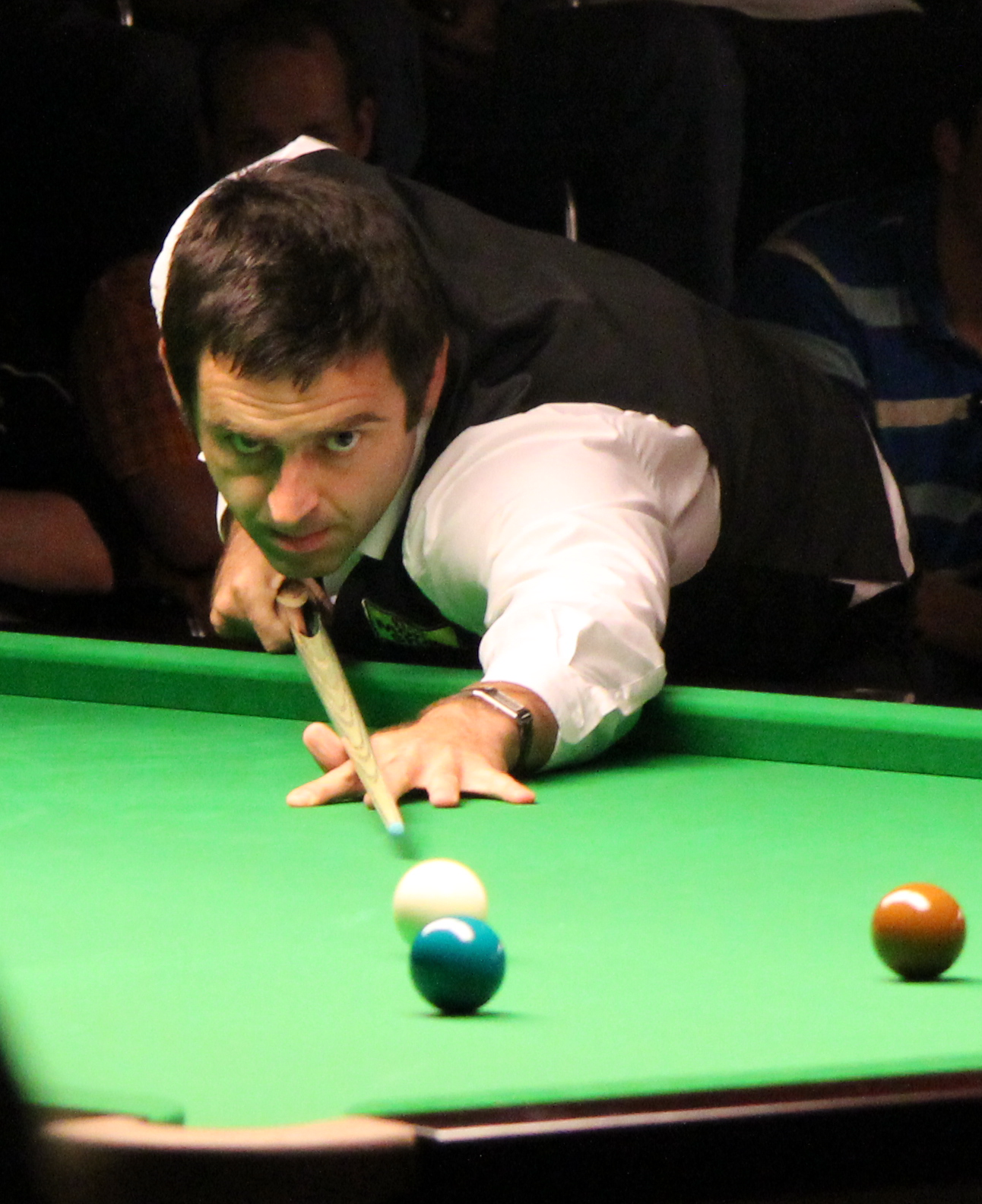
Ronnie O’Sullivan podczas wbijania zielonej bili z jej nominalnego punktu

Bila zielona rzadko wykorzystywana jest przez zawodników do budowania breaków, ze względu na swą małą wartość. Często natomiast bywa używana do stawiania snookerów i do bili odstawnych. Wbijana ze wszystkimi czerwonymi bilami daje 60 punktów, a z pozostałymi bilami kolorowymi 87 punktów.